# Turnul de veghe (film)
Turnul de veghe (în ucraineană Сторожевая застава, Storojova zastava) este un film fantastic de aventură ucrainean regizat de Iurii Kovaliov (debut regizoral). Filmul este bazat pe cartea cu același nume a lui Vladimir Rutkovski. Victor, un student din zilele noastre, trece printr-un portal al timpului și ajunge în trecut - cu o mie de ani în urmă în timpul eroilor legendari ca Alioșa Popovici, Ilia Muromeț sau Dobrînia Nikitici.  
Filmul este realizat  în colaborare cu Agenția de Stat a Ucrainei pentru Film (în ucraineană Державне агентство України з питань кіно). Premiera filmului a avut loc la 12 octombrie 2017 în Ucraina.

## Prezentare
Victor este un elev obișnuit care așteaptă de ceva timp să vadă o eclipsă de Soare. S-a pregătit pentru această zi de mult timp, și când a sosit momentul, Victor a fost implicat într-un eveniment incredibil. Eclipsa de Soare a activat un portal prin care Victor a intrat și a ajuns în același loc cu o mie de ani în urmă. Victor suferă un șoc pentru că nu înțelege ce i s-a întâmplat. Aici se întâlnește cu tinerii războinici legendari din mitologia slavă care nici nu-și închipuie ce dificultăți serioase vor avea de înfruntat în viitor. Victor ajunge în mijlocul unui război pe scară largă, pe care polovții (cumanii) l-au lansat, aceștia folosesc toate mijloacele disponibile, inclusiv magia neagră, ca arme. Victor va trebui să lupte din partea eroilor, care intenționează să se lupte cu polovții în viitorul apropiat. Dar când aceștia se folosesc de magie neagră, șansele lor scad dramatic, ceea ce provoacă un alt atac de panică elevului din secolul al XXI-lea. Cu toate acestea, numai el poate salva rusii de la moartea iminentă. Băiatul începe să învețe toate subtilitățile luptei și, după un timp, luptă alături de puternicii războinici. De asemenea, el va trebui să găsească o cale de a ajunge acasă în viitor, aceasta fiind principala sa problemă.

## Distribuție
- Danilo Kamenski ca Victor
- Ieva Koșeva ca Olenka
- Roman Luțki ca Alioșa
- Oleh Voloșcienko ca Ilia
- Oleksandr Komarov ca Dobrînia
- Heorhi Derevianski ca Old man Ovsiy
- Stanislava Krasovska ca Rosanka
- Nataliya Sumska ca Mylanka
- Ierjan Nurimbet ca Andak
- Ierbolat Tohuzakov ca șaman
- Ivan Denisenko ca Tugarin

## Legături externe
- Turnul de veghe la Internet Movie Database

## Vezi și
- Listă de filme cu călătorii în timp